# Magnhild Meltveit Kleppa

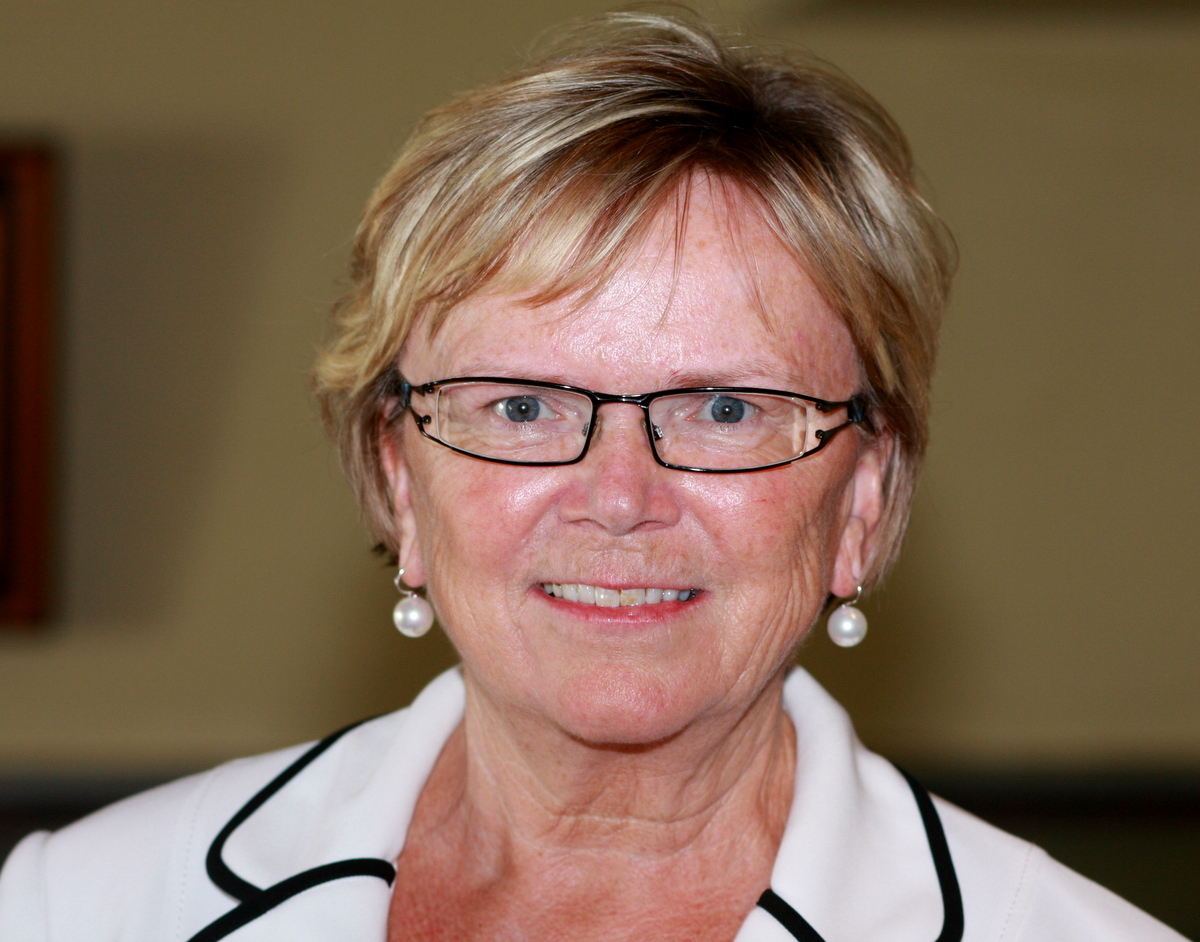
Magnhild Meltveit Kleppa, 2009

Magnhild Meltveit Kleppa (* 12. November 1948 in Fister, Rogaland) ist eine norwegische Politikerin der Senterpartiet (Sp). Von Oktober 1997 bis März 2000 war sie die Sozialministerin, von September 2007 bis Oktober 2010 die Kommunal- und Regionalministerin sowie von Oktober 2009 bis Juni 2012 die Verkehrsministerin ihres Landes. In den Jahren 1993 bis 2013 war sie Abgeordnete im Storting, von 2013 bis 2019 diente sie als Fylkesmann von Rogaland.

## Leben
Kleppa studierte Lehramt in Kristiansand und Stavanger. In der Zeit von 1967 bis 1992 lehrte sie an verschiedenen Schulen. Zwischen 1979 und 1983 sowie zwischen 1985 und 1987 war sie zudem Mitglied im Kommunalparlament von Hjelmeland. Von 1991 bis 1993 saß sie im Fylkesting der Provinz Rogaland. In Rogaland war Kleppa außerdem zwischen 1987 und 1990 die Vorsitzende der Senterpartiet. Anschließend fungierte sie in den Jahren 1991 bis 1997 als stellvertretende Vorsitzende der Partei in ganz Norwegen.
Bei der Parlamentswahl 1993 zog Kleppa erstmals in das norwegische Nationalparlament Storting ein. Dort vertrat sie den Wahlkreis Rogaland und wurde zunächst Mitglied im Finanzausschuss. In der Senterpartiet-Fraktion fungierte sie als stellvertretende Vorsitzende. Nach der Wahl 1997 wurde sie am 17. Oktober 1997 zur Sozialministerin im damaligen Sozial- und Gesundheitsministerium ernannt. Sie blieb bis zum Abgang der Regierung Bondevik I am 17. März 2000 im Amt. Während ihrer Zeit in der Regierung musste sie ihr Stortingsmandat ruhen lassen, anschließend kehrte sie als Mitglied des Kommunalausschusses zurück. Im Anschluss an die Parlamentswahl 2001 wurde Kleppa dessen Vorsitzende. Nach der Stortingswahl 2005 wechselte sie in den Kontroll- und Verfassungsausschuss. Nachdem sie von Oktober 2000 bis September 2005 erneut stellvertretende Fraktionsvorsitzende  war, fungierte sie ab Oktober 2005 als Vorstand der Fraktion.
Am 21. September 2007 wurde sie zur Kommunal- und Regionalministerin in der Regierung Stoltenberg II ernannt. Am 20. Oktober 2009 ging sie zum Amt der Verkehrsministerin über. Diesen Posten hatte sie bis zum 18. Juni 2012 inne. Bis zum Ende der Legislatur war sie danach Mitglied im Finanzausschuss des Stortings. Von 2013 bis 2019 übernahm sie den Posten als Fylkesmann von Rogaland.